# Eschrichtioides gastaldii
L’escrittioide (Eschrichtioides gastaldii) è una balena estinta, vissuta nel Pliocene inferiore (circa 5 milioni di anni fa), i cui resti fossili sono stati ritrovati in Italia. 

## Classificazione
Questo animale è noto per alcuni resti fossili scoperti verso la fine dell'Ottocento nella zona di Cortandone (provincia di Asti) e attribuite inizialmente a una nuova specie di balenottera, Balaenoptera gastaldii. Per oltre un secolo questi resti non furono più presi in esame, e solo nel 2006 uno studio di Bisconti e Varola determinò che in realtà i fossili appartenevano a uno dei più antichi rappresentanti della famiglia degli Eschrichtiidae, attualmente rappresentati dalla sola balena grigia della California (Eschrichtius robustus). Nel 2008 Bisconti ridescrisse i resti in un nuovo genere, Eschrichitiodes, per sottolineare le strette affinità della forma fossile con la specie attuale. 

## Significato dei fossili
Precedentemente alla riclassificazione di questo animale, la famiglia degli Eschrichtiidae allo stato fossile era nota solo in strati del Pliocene superiore e del Pleistocene. Il riconoscimento di questa specie suggerisce inoltre che la rete trofica del Mediterraneo nel Pliocene inferiore era più complessa di quanto precedentemente ritenuto, e che la biodiversità dei misticeti presenti a quell'epoca era maggiore di quella attuale.